# تشتود (باكينجهامشير)
تشتود (بالإنجليزية: Chetwode)‏ هي قرية و أبرشية مدنية تقع في المملكة المتحدة في إنجلترا.  يقدر عدد سكانها بـ 173 نسمة .